# Francesco Ronzani
Francesco Ronzani (Verona, 14 febbraio 1802 – 1869) è stato un architetto italiano che lavorò soprattutto a Verona e provincia.

## Biografia
Le notizie che ci sono giunte sulla sua vita, sono state tramandate da un suo scritto autobiografico Notizie sulla vita dell'architetto Francesco Ronzani.
Ronzani iniziò a praticare l'intaglio di pietre ornamentali fin dall'età di sette anni. A dieci frequenta il biennio ginnasiale in un liceo cittadino.
Durante i suoi studi conobbe Bartolomeo Giuliari e Gaetano Pinali. Si occupò di effettuare degli studi su Michele Sammicheli pubblicando Fabbriche civili, ecclesiastiche e militari di Michele Sammicheli. Tra il 1829 e il 1830 studiò le opere di Andrea Palladio.
Nel 1838 fu chiamato a far parte della Commissione d'Ornato del comune di Verona.
Nel 1844 effettua un viaggio a scopo di studio visitando Roma, Napoli e Pompei.

## Principali lavori
- Villa Da Sacco
- Villa San Dionigi a Parona
- Chiesa parrocchiale di Zevio
- Palazzo Guarienti-Sacchetti

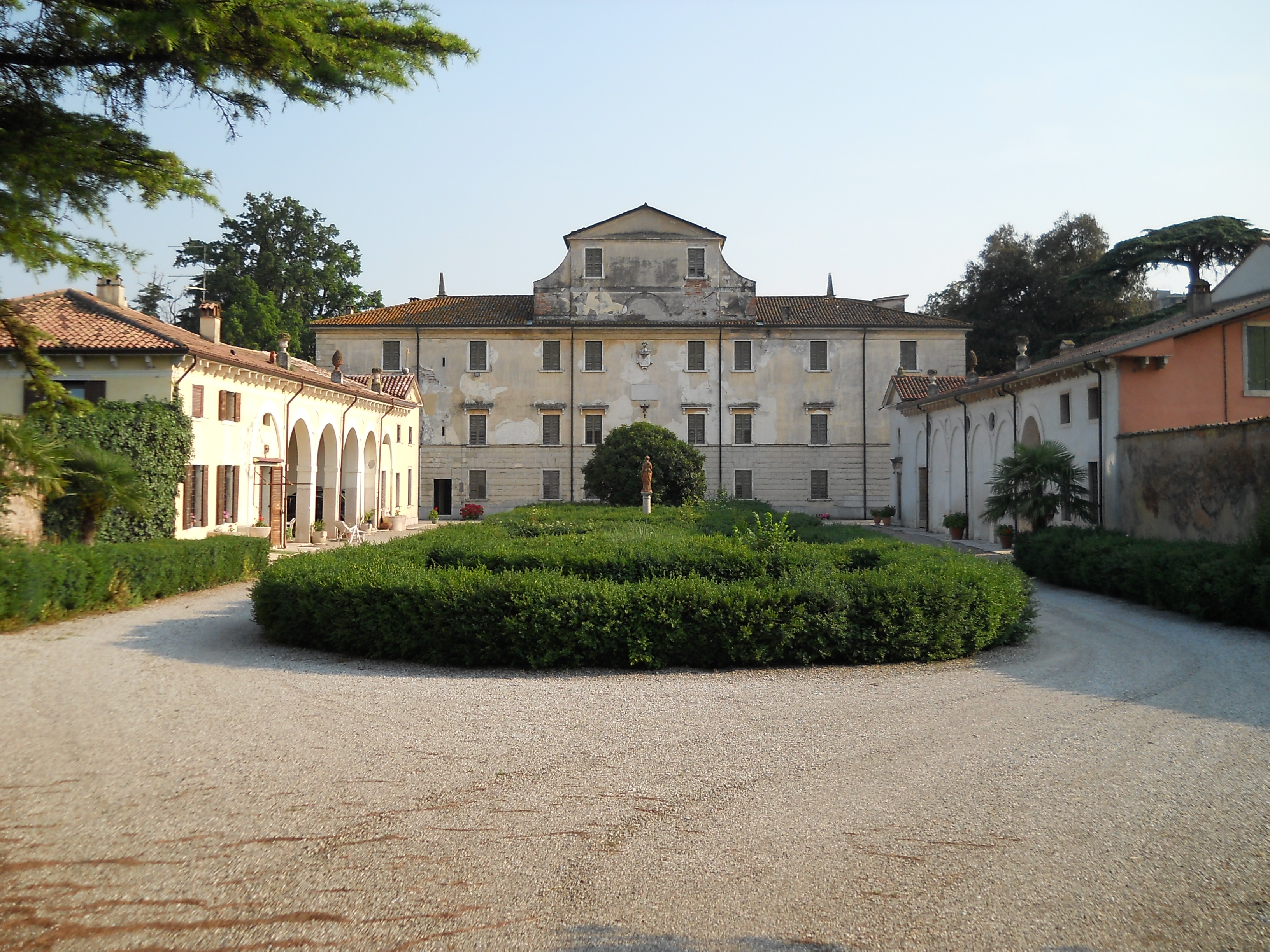
Villa Da Sacco

- Chiesa dei Santi Zenone e Martino di Lazise
- Villa Bajetta a Montorio Veronese
- Chiesa parrocchiale di Casaleone
- Palazzo Trezza
- Campanile della chiesa di San Michele Extra
- Rinnovamento della parrocchia di Boscochiesanuova
- Ristrutturazione di Villa Cipolla
- Palazzo Bevilacqua (Corso Sant' Anastasia, Verona)